# Ulrich Abel
Ulrich Abel (3 de março de 1912 - 23 de abril de 1944) foi um comandante de U-Boot que serviu na Kriegsmarine durante a Segunda Guerra Mundial.

## Carreira militar

### Patentes
| 1 de dezembro de 1934  | Rekrut                   |
| 30 de setembro de 1935 | Obermatrose d.R.         |
| 24 de julho de 1937    | Bootsmannsmaat d.R.      |
| 30 de setembro de 1938 | Bootsmann d.R.           |
| 18 de outubro de 1939  | Leutnant zur See (R)     |
| 1 de fevereiro de 1942 | Oberleutnant zur See (R) |

### Condecorações
| Cruz de Ferro 2ª Classe              | 23 de abril de 1940    |
| Cruz de Ferro 1ª Classe              | 5 de junho de 1941     |
| Distintivo de Guerra Caça-Minas      | 15 de novembro de 1940 |
| Cruz Germânica em Ouro               | 18 de junho de 1942    |
| Distintivo de Guerra dos U-boot 1939 | dezembro de 1943       |

### Patrulhas
|       | U-Boot | Partida             | Partida | Chegada             | Chegada  | Dias  |
| ----- | ------ | ------------------- | ------- | ------------------- | -------- | ----- |
| 1     | U-193  | 23 de abril de 1944 | Lorient | 23 de abril de 1944 | Afundado | 1 dia |
| Total | Total  | Total               | Total   | Total               | Total    | 1 dia |